# Erik de Koeijer
Erik de Koeijer (Terneuzen, 22 februari 1967) is een Nederlands voormalig voetballer die als doelman speelde. Zijn gehele profcarrière speelde hij in België.

## Clubcarrière
De Koeijer verruilde op zeventienjarige leeftijd VV Terneuzen voor de Belgische profclub KSC Lokeren. Hij bleef tien jaar bij de club en was onder trainer Aimé Anthuenis reservedoelman achter Dannie D'Hondt. In 1993 degradeerde de club naar de Tweede klasse en een jaar later stapte De Koeijer over naar reeksgenoot Excelsior Moeskroen. Daar werd hij onder trainer André Van Maldeghem voor het eerste de vaste doelman. Hij kreeg het eerste tegendoelpunt in een experiment in het seizoen 1994/95 in de Tweede klasse waarbij de ingooi vervangen werd door een intrap. In het seizoen 1995/96 promoveerde de club onder trainer Georges Leekens via de eindronde. In de Eerste klasse werd in het seizoen 1996/97 direct een derde plaats behaald. De nieuwe trainer Hugo Broos nam in Yves Feys een nieuwe doelman mee waardoor De Koeijer de wedstrijden in de UEFA Cup 1997/98 tegen Apollon Limassol en FC Metz als reserve meemaakte. Hij ging in 1998 naar KV Kortrijk en met die club degradeerde hij in 1999 naar de Tweede Klasse. De Koeijer werd ontslagen nadat zijn naam genoemd werd in een omkopingszaak waar hij niets mee te maken bleek te hebben. De Koeijer speelde vervolgens nog vier jaar in het Nederlandse amateurvoetbal voor VV Terneuzen.